# Hokej na lodzie na zimowych uniwersjadach
Lista państw–medalistów w turniejach hokeja na lodzie na zimowej uniwersjadzie.

## Mężczyźni
| Edycja | Złoto                                                                        | Srebro                                                                       | Brąz                                                                         | Gospodarz (areny rozgrywania)                                                      |
| ------ | ---------------------------------------------------------------------------- | ---------------------------------------------------------------------------- | ---------------------------------------------------------------------------- | ---------------------------------------------------------------------------------- |
| 1960   | turniej hokeja na lodzie nie był przewidziany w programie edycji uniwersjady | turniej hokeja na lodzie nie był przewidziany w programie edycji uniwersjady | turniej hokeja na lodzie nie był przewidziany w programie edycji uniwersjady | Francja, Chamonix                                                                  |
| 1962   | Czechosłowacja                                                               | ZSRR                                                                         | Szwecja                                                                      | Szwajcaria, Villars                                                                |
| 1964   | turniej hokeja na lodzie nie był przewidziany w programie edycji uniwersjady | turniej hokeja na lodzie nie był przewidziany w programie edycji uniwersjady | turniej hokeja na lodzie nie był przewidziany w programie edycji uniwersjady | Czechosłowacja, Szpindlerowy Młyn                                                  |
| 1966   | ZSRR                                                                         | Rumunia                                                                      | Czechosłowacja                                                               | Włochy, Sestriere (Turyn)                                                          |
| 1968   | ZSRR                                                                         | Czechosłowacja                                                               | Kanada                                                                       | Austria, Innsbruck                                                                 |
| 1970   | Czechosłowacja                                                               | ZSRR                                                                         | Finlandia                                                                    | Finlandia, Rovaniemi (Tampere)                                                     |
| 1972   | ZSRR                                                                         | Kanada                                                                       | Stany Zjednoczone                                                            | Stany Zjednoczone, Lake Placid                                                     |
| 1981   | Kanada                                                                       | Finlandia                                                                    | Japonia                                                                      | Hiszpania, Jaca                                                                    |
| 1983   | Czechosłowacja                                                               | ZSRR                                                                         | Rumunia                                                                      | Bułgaria, Sofia                                                                    |
| 1985   | ZSRR                                                                         | Czechosłowacja                                                               | Finlandia                                                                    | Włochy, Belluno                                                                    |
| 1987   | Czechosłowacja                                                               | ZSRR                                                                         | Kanada                                                                       | Czechosłowacja, Szczyrbskie Jezioro (Poprad, Liptowski Mikulasz, Spiska Nowa Wieś) |
| 1989   | ZSRR                                                                         | Czechosłowacja                                                               | Finlandia                                                                    | Bułgaria, Sofia                                                                    |
| 1991   | Kanada                                                                       | ZSRR                                                                         | Finlandia                                                                    | Japonia, Sapporo                                                                   |
| 1993   | Rosja                                                                        | Kazachstan                                                                   | Słowacja                                                                     | Polska, Zakopane (Nowy Targ)                                                       |
| 1995   | Kazachstan                                                                   | Czechy                                                                       | Rosja                                                                        | Hiszpania, Jaca                                                                    |
| 1997   | Czechy                                                                       | Finlandia                                                                    | Kanada                                                                       | Korea Południowa, Muju (i Chŏnju)                                                  |
| 1999   | Ukraina                                                                      | Słowacja                                                                     | Kanada                                                                       | Słowacja, Poprad                                                                   |
| 2001   | Słowacja                                                                     | Kanada                                                                       | Ukraina                                                                      | Polska, Zakopane (Nowy Targ i Krynica)                                             |
| 2003   | Rosja                                                                        | Słowacja                                                                     | Kanada                                                                       | Włochy, Treviso (Villach i Pontebba)                                               |
| 2005   | Rosja                                                                        | Czechy                                                                       | Finlandia                                                                    | Austria, Innsbruck (i Telfs)                                                       |
| 2007   | Kanada                                                                       | Rosja                                                                        | Kazachstan                                                                   | Włochy, Turyn (i Torre Pellice)                                                    |
| 2009   | Rosja                                                                        | Kanada                                                                       | Słowacja                                                                     | Chiny, Harbin                                                                      |
| 2011   | Rosja                                                                        | Białoruś                                                                     | Kanada                                                                       | Turcja, Erzurum                                                                    |
| 2013   | Kanada                                                                       | Kazachstan                                                                   | Rosja                                                                        | Włochy, Trydent                                                                    |
| 2015   | Rosja                                                                        | Kazachstan                                                                   | Kanada                                                                       | Hiszpania, Grenada                                                                 |
| 2017   | Rosja                                                                        | Kazachstan                                                                   | Kanada                                                                       | Kazachstan, Ałmaty                                                                 |
| 2019   | Rosja                                                                        | Słowacja                                                                     | Kanada                                                                       | Rosja, Krasnojarsk                                                                 |

## Kobiety
| Edycja | Złoto  | Srebro    | Brąz              | Gospodarz (areny rozgrywania) |
| ------ | ------ | --------- | ----------------- | ----------------------------- |
| 2009   | Kanada | Chiny     | Finlandia         | Chiny, Harbin                 |
| 2011   | Kanada | Finlandia | Słowacja          | Turcja, Erzurum               |
| 2013   | Kanada | Rosja     | Stany Zjednoczone | Włochy, Trydent               |
| 2015   | Rosja  | Kanada    | Japonia           | Hiszpania, Grenada            |
| 2017   | Rosja  | Kanada    | Stany Zjednoczone | Kazachstan, Ałmaty            |
| 2019   | Rosja  | Kanada    | Japonia           | Rosja, Krasnojarsk            |